# Клюкин, Никита Сергеевич
Никита Сергеевич Клюкин (10 ноября 1989, Рыбинск, Ярославская область — 7 сентября 2011, Туношна, Ярославская область) — российский хоккеист, нападающий. Играл за ярославский «Локомотив».

## Биография
Начал играть в хоккей в пять лет в родном Рыбинске. В 11 лет был приглашён тренироваться в школу ярославского «Локомотива». Первые тренеры — Евгений Подоляк и Борис Пушкарев. Играл за молодёжные клубы «Локомотив-89» (2002—2004), «Локомотив-2» (2005—2009), «Локо» (2009—2010). Выступал за сборные России U17, U18, U20.
С 2008 по 2011 года играл за «Локомотив».
Погиб на 22-м году жизни вместе с командой «Локомотив» 7 сентября 2011 года при взлёте самолёта из ярославского аэропорта.
Похоронен на Аллее Славы Южного кладбища в Рыбинске Ярославской области.

## Статистика
| 2008/09 | Локомотив Ярославль | КХЛ | 19 | 2 | 3 | 5  | 8  | 15 | 1 | 2 | 3 | 0 |
| 2009/10 | Локомотив Ярославль | КХЛ | 38 | 4 | 3 | 7  | 14 | 6  | 2 | 1 | 3 | 0 |
| 2009/10 | Локо                | МХЛ | 4  | 2 | 2 | 4  | 2  | 1  | 0 | 1 | 1 | 0 |
| 2010/11 | Локомотив Ярославль | КХЛ | 47 | 5 | 8 | 13 | 8  | 5  | 0 | 0 | 0 | 2 |
| 2010/11 | Локо                | МХЛ | 3  | 1 | 1 | 2  | 2  | 1  | 0 | 0 | 0 | 0 |

## Достижения
- Чемпион мира среди юниоров (2007)
- Бронзовый призёр чемпионата мира среди молодёжных команд (2009)
- Серебряный призёр чемпионата КХЛ (2009)
- Бронзовый призёр КХЛ (2011)